# Розумовський Олексій Григорович
Олексій Григорович Розумо́вський (17 (28) березня 1709, с. Лемеші, Київський полк, Гетьманщина (тепер Чернігівська область)) — 6 (17) липня 1771, Петербург, Російська імперія) — український фаворит російської імператриці Єлизавети Петрівни, генерал-фельдмаршал (1756), титулований князь Священної Римської імперії і граф Російської імперії (1744). 

## Біографія
Народився у сім'ї реєстрового козака Григорія Розума та його дружини Наталії Розумихи.
Завдяки чудовому голосу його прийняли співаком до церковного хору. Російський полковник Вишневський, перебуваючи в Лемешах проїздом, узяв його до себе в службу. Згодом у Петербурзі рекомендував його обер-гофмаршалу графові Левенвольде, а той 1731 року дав О. Розуму місце в хорі імператорських півчих (під прізвищем Розумовського). Тут його побачила цісарівна Єлизавета, яку вразила краса молодого співака. Хоч у той час її обранцем був Шубін, але вона його боялася і почала задивлятися на Розумовського. Відтак переконала графа Левенвольде поступитися їй молодим співаком.
Олексій став спершу співцем, а коли почав втрачати голос — бандуристом при цісарівні Єлизаветі. Приблизно тоді ж Шубіна за наказом імператриці Анни заслали до Сибіру. Його місце при Єлизаветі звільнилося. Подруга цісарівни, Ізмайлова, зробила, за її наполяганням, пропозицію молодому Розумовському, яка була прийнята. Він з'явився серед придворних Єлизавети й незабаром став відомий як її коханець. Цісарівна підвищувала Розумовського, як могла, і незабаром зробила його головним інтендантом свого двору. По смерті імператриці Анни й незадовго до свого сходження на престол Єлизавета призначила його своїм камер-юнкером.
1741 — Розумовський брав активну участь у палацовому перевороті, внаслідок якого царський престол посіла Єлизавета Петрівна.
У перші ж дні свого царювання Єлизавета звела його в камергери. В день коронації він став обер-єгермейстером, російським графом і кавалером ордена Св. Андрія Первозванного. Зрештою, отримав звання генерал-фельдмаршала, а також великі маєтності в Росії й Україні.
Друзі графа Розумовського вважали необхідним, задля збереження взаємних вигод, щоби Єлизавета й Олексій сполучилися шлюбними узами. Вони передбачали, що Єлизавета може пересититися любов'ю Розумовського, і хотіли через шлюб зробити неможливим їх розлучення. Розумовський мав привернути на свій бік духовних осіб з оточення імператриці. Це не вимагало великої праці. Духівництво переконало Єлизавету, що її зв'язок з Розумовським є справою гріховною і що єдиним засобом зняти цей гріх є шлюбний союз, освячений церквою. Подейкували, що Єлизавета піддалася цим напученням і 1742 року начебто таємно повінчалася з Олексієм (взяла з ним морганатичний шлюб).
Розумовський сприяв організації подорожі Єлизавети Петрівни в Україну (1744), під час якої козацька старшина за його підтримки переконала царицю відновити гетьманство.
За його активної участі 1745 року відновлено Київську митрополію, а 1747-го проголошено царську грамоту про обрання гетьманом його брата Кирила Розумовського.
На початку 1760-х років сталося те, що передбачали друзі Розумовського. Через красу юного Шувалова Розумовський втратив роль коханця, але не міг бути віддалений від імператриці як чоловік. Аж до самої смерті Єлизавети він користувався колишніми відзнаками та шаною.
Після смерті монарха вийшов у відставку. Жив у збудованому для нього Аничковому палаці у Петербурзі. Оскільки вважав, що не може розраховувати на благовоління нового царя Петра III, за російським звичаєм, подарував тому з нагоди його переїзду в Зимовий палац прекрасну палицю і мільйон карбованців. Через кілька місяців Петра III скинули з престолу та вбили. У палацовому перевороті Катерини II Розумовський участі не брав.
Розумовський прожив ще кілька років за правління Катерини II, шанований усіма, хто його знав. Він рідко відвідував двір, але був дуже задоволений, якщо придворні збиралися у нього. Сама імператриця Катерина II відвідувала його іноді.
Зберігаючи певний вплив при дворі, допомагав відстоювати права українського козацтва.

Як писала про Олексія Розумовського у своїх записках Катерина II, 
|  | не маючи будь-якої освіти, він мав широкий розум; обсипаний почестями, він не вирізнявся гордістю. Рисами його вдачі були щедрість і великодушність, але був крутим і важким на руку у нетверезому вигляді |

Сучасники також зазначали, що граф 
|  | був ласкавий, поблажливий, привітний у поводженні з молодшими, любив клопотатися за нещасних, і користувався загальною любов’ю. |